# Andreas Karlstadt
Andreas Rudolph Bodenstein (Karlstadt del Meno, Franconia, 1486-Basilea, 24 de diciembre de 1541), más conocido como Karlstadt, fue un teólogo alemán durante la Reforma protestante.

## Estudios
Estudió en Erfurt y Colonia y se doctoró en Teología en 1510 en la Universidad de Wittenberg. El mismo año fue nombrado archidiácono y catedrático. En 1511 fue designado canciller de la Universidad. En 1512 otorgó a Martín Lutero su doctorado. Entre 1515 y 1516 estudió en Roma y se graduó en Derecho canónico y Derecho civil en la Universidad de La Sapienza.

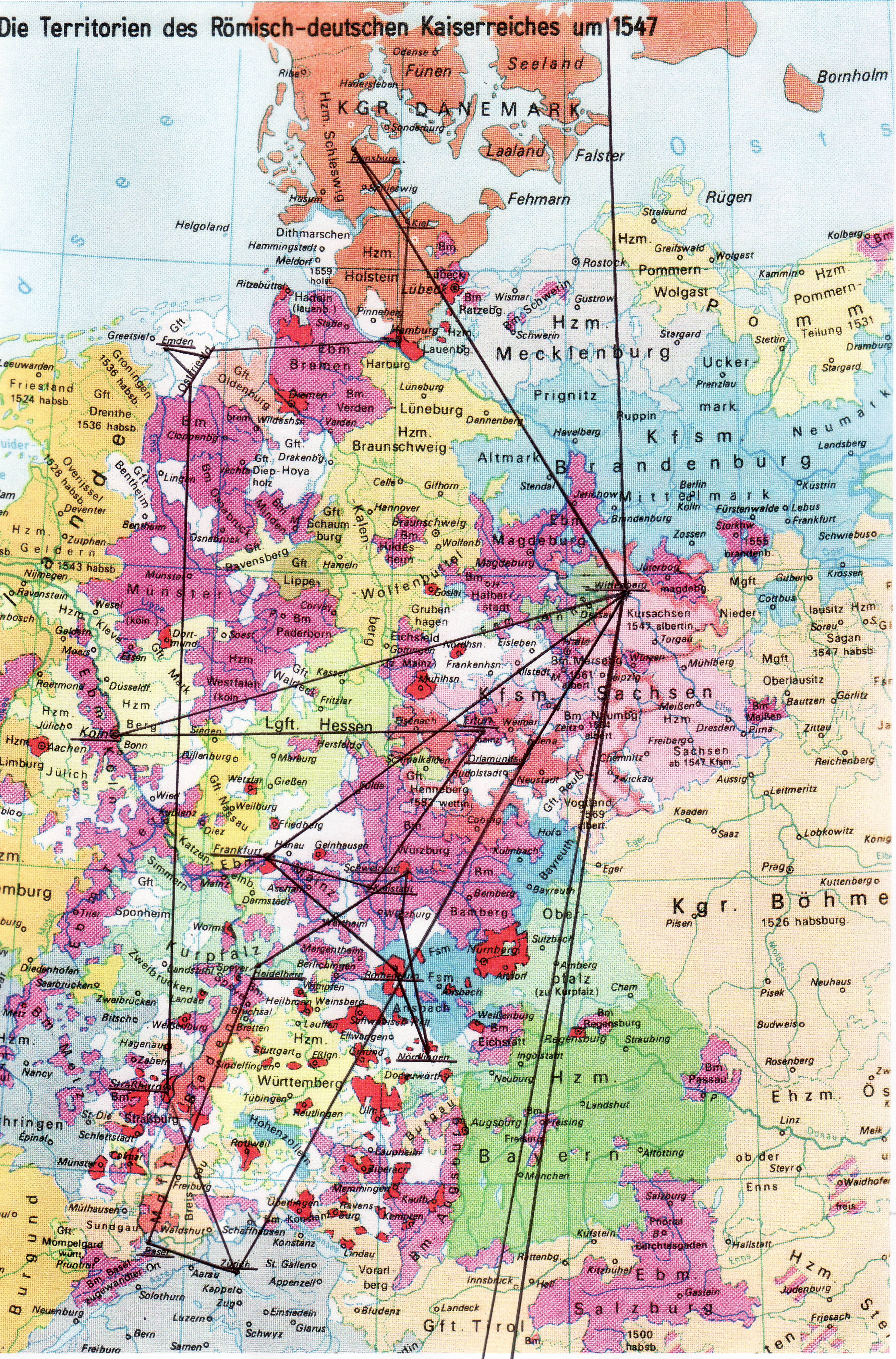
Los paraderos principales y las etapas en la vida de Andreas Bodenstein, se resumen en un mapa político alrededor del año 1547 (Sacro Imperio Romano Germánico).

## Reforma
El 16 de septiembre de 1516 escribió 156 tesis críticas (no confundir con las 95 tesis de Lutero). En 1519, Johann Eck le convocó a un debate en Leipzig, en el cual también intervino Lutero, para cuestionar la autoridad papal. El 15 de junio de 1520, una bula del papa León X, la Exsurge Domine, condenó las tesis de Karlstadt y Lutero y les amenazó con la excomunión, que fue decretada en 1521 mediante la bula Decet Romanum Pontificem.
Después de la Dieta de Worms (enero a mayo de 1521) y mientras Lutero estaba refugiado en el Castillo de Wartburg, Karlstadt trabajó por la Reforma en Wittenberg. En la Navidad de 1521, llevó a cabo un servicio reformado de comunión usando ropas, copa y pan corrientes, dando a todos vino además del pan y leyendo en alemán los pasajes del Evangelio.
En enero de 1522, el consejo de Wittenberg apoyó los cambios introducidos por Karlstadt y autorizó que se retiraran las imágenes de las iglesias. El 19 de enero, Karlstadt se casó con Anna von Mochau. El 20 de enero, el gobierno imperial y el papa ordenaron a Federico III de Sajonia revertir los cambios de Karlstadt y volver a la misa católica, orden cumplida por Federico que, sin embargo, escribió al concejo de Wittenberg expresando su afecto personal por Karlstadt.

## Discrepancias con Lutero
Lutero volvió de Wartburg y entre el 9 y el 16 de marzo de 1522 pronunció ocho sermones en los cuales, aunque destacaba sus coincidencias con Karlstadt, reclamaba prudencia. Este fue un momento crucial en las relaciones entre los dos reformadores. Karlstadt reafirmó algunas de sus inclinaciones moderadamente místicas, continuó usando ropas campesinas, pedía ser llamado "hermano Andreas", se desilusionó de la vida académica y renunció a sus tres doctorados, aunque "daba excelentes pero poco frecuentes conferencias".
En mayo de 1523 la iglesia de Orlamünde le propuso ser su pastor y él aceptó de inmediato. Allí pudo instaurar todas sus reformas radicales, y Orlamünde sirvió de modelo de iglesia congregacional. La música, pintura y escultura fueron dejadas de lado en el templo, se recomendó el matrimonio de los clérigos y se descartó el bautismo infantil. Karlstadt afirmaba la presencia espiritual, pero no física de Cristo en la comunión.
Desde la primavera de 1524, Lutero había lanzado una campaña contra Karlstadt, negándole el derecho a predicar o publicar sin su autorización. En junio, Karlstadt renunció como archidiácono. En julio, Lutero publicó la "Carta a los Príncipes de Sajonia", en la cual controvierte a Thomas Müntzer y a Karlstadt, afirmando que ambos están de acuerdo y que son peligrosos sectarios con tendencias revolucionarias.
El 22 de agosto de 1524, Lutero predicó en Jena, y Karlstadt, que estaba allí entre la gente, le escribió una nota pidiéndole verse. Se encontraron en el "Mesón del Oso Negro" y mantuvieron una agitada conversación que fue recogida y publicada por Martin Reinhardt. Hubo numerosos malentendidos entre los dos; por ejemplo, Lutero dijo que estaba convencido de que Karlstadt era revolucionario, a pesar de que Karlstadt explícitamente había rechazado el uso de la violencia en nombre de la religión y rehusó la invitación de Müntzer a unirse a la "Liga de los Elegidos". Además, Lutero acusó a Karlstadt de predicar en Wittenberg sin su autorización cuando estaba en Wartburg. La conversación terminó abruptamente cuando Lutero le dio a Karlstadt un florín y le dijo que era para que escribiera contra él. En septiembre de 1524 Karlstadt tuvo que ir al exilio por orden de Federico III y el duque Jorge de Sajonia.
Al comenzar la guerra de los campesinos alemanes Karlstadt recibió amenazas y escribió a Lutero pidiéndole ayuda, por lo que Lutero le tuvo escondido en su casa 8 semanas, pero a cambio de firmar una falsa retractación. Karlstadt tenía prohibido predicar y publicar y tuvo que sostener a su familia como mesero cerca de Wittenberg hasta 1529, cuando hizo público que, aunque sí rechazaba el levantamiento armado, no se había retractado de sus tesis religiosas.
Se refugió entonces en Suiza. Estuvo en Altstetten y Zúrich, donde fue bien recibido por Ulrico Zuinglio, con quien compartía muchas concepciones. En 1534 fue nombrado capellán y profesor en la Universidad de Basilea y en 1537 llegó a ser rector de la misma. Falleció allí al contraer la peste bubónica durante una epidemia en 1541.